# 卡斯泰尔马尔泰
卡斯泰尔马尔泰（義大利語：Castelmarte），是意大利科莫省的一个市镇。总面积1.9平方（0.73平方英里），人口1296人，人口密度1296.0人/平方公里（2009年）。ISTAT代码为013058。